# Joachim Kunz
Joachim Kunz (* 9. Februar 1959 in Stollberg) ist ein ehemaliger deutscher Gewichtheber. Er war der einzige Olympiasieger im Gewichtheben der DDR (1988).

## Werdegang
Kunz, der im sächsischen Lugau aufwuchs, begann in Lichtenstein mit dem Turnen, das er an der Kinder- und Jugendsportschule in Karl-Marx-Stadt fortsetzte. Dort wechselte er zum Gewichtheben, nachdem man seine günstigen Voraussetzungen dafür erkannte. Kunz machte große Fortschritte und startete 1978 erstmals erfolgreich bei einer Junioren-Weltmeisterschaft. Nach Beendigung seiner Schulzeit setzte Kunz seine sportliche Karriere beim SC Karl-Marx-Stadt fort und gehörte in den achtziger Jahren zur Weltelite im Leicht- bzw. Mittelgewicht. Der Olympiasieg 1988 in Seoul krönte die Laufbahn des gelernten Werkzeugmachers. Für diesen Sieg wurde er mit dem Vaterländischen Verdienstorden in Gold ausgezeichnet.
Gegen Ende der 1980er Jahre nahm Kunz ein Sportstudium an der DHfK in Leipzig auf, das er in der Zeit der politischen Wende 1990 abbrach. Nach einer beruflichen Neuorientierung gründete Kunz 1998 in Oederan die Mico GmbH. Sein Unternehmen produziert Suppengerichte und ist Inhaber der Lebensmittelmarken suppina und Tempolinsen.

## Internationale Erfolge
(OS = Olympische Spiele, WM = Weltmeisterschaft, EM = Europameisterschaft, Le = Leichtgewicht, Mi = Mittelgewicht)
- 1978, 5. Platz, Junioren-WM in Athen, (4. Pl. in der EM-Wertung) Le, mit 290 kg
- 1978, 7. Platz, WM in Gettysburg/USA, Le, mit 295 kg
- 1979, 2. Platz, EM in Warna, Le, mit 315 kg, hinter Janko Russew, Bulgarien, 322,5 kg, 2. Pl. im Reißen mit 140 kg, 3. Pl. im Stoßen, mit 175 kg
- 1979, 1. Platz, Junioren-WM in Debrecen, Le, mit 310 kg, 1. Pl. im Reißen mit 135 kg und 1. Pl. im Stoßen mit 175 kg
- 1979, 2. Platz, WM in Saloniki, Le, mit 325 kg, hinter Rusew, 332,5 kg, 3. Pl. im Reißen mit 145 kg und 2. Pl. im Stoßen mit 180 kg
- 1980, Silbermedaille, OS in Moskau, Le, mit 335 kg, hinter Russew, 342,5 kg, WM-Wertung: 3. Pl. im Reißen mit 145 kg und 2. Pl. im Stoßen 190 kg
- 1981, 1. Platz, WM + EM in Lille, Le, mit 340 kg, 2. Pl. im Reißen mit 150 kg und 1. Pl. im Stoßen mit 190 kg
- 1983, 1. Platz, WM + EM in Moskau, Le, mit 340 kg, vor Rusew, 337,5 kg, 2. Pl. im Reißen mit 145 kg und 1. Pl. im Stoßen mit 195 kg
- 1985, 2. Platz, EM in Kattowitz, Mi, mit 350 kg, 2. Pl. im Reißen mit 155 kg und 2. Pl. im Stoßen mit 195 kg
- 1985, 4. Platz, WM in Södertälje, Mi, mit 347,5 kg
- 1986, 3. Platz, EM in Karl-Marx-Stadt, Le, mit 330 kg
- 1986, 6. Platz, WM in Sofia, mit 310 kg
- 1987, 3. Platz, EM in Reims, Le, mit 332,5 kg, 2. Pl. im Reißen mit 147,5 kg und 3. Pl. im Stoßen mit 185 kg
- 1987, 4. Platz, WM in Ostrava, Le, mit 327,5 kg
- 1988, 2. Platz, EM In Cardiff, Le, mit 320 kg, 2. Pl. im Reißen mit 142,5 kg und 2. Pl. im Stoßen mit 177,5 kg
- 1988, Goldmedaille, OS in Seoul, Le, mit 340 kg, vor Israjel Militosjan, UdSSR, 337,5 kg und Li Jinhe, China, 325 kg
- 1989, 6. Platz, WM in Athen (4. Platz EM-Wertung), Le, mit 320 kg

## Erfolge bei DDR-Meisterschaften
Joachim Kunz wurde DDR-Meister im Leichtgewicht 1979, 1980 und 1981 und im Mittelgewicht 1983, 1984, 1987 und 1989. Darüber hinaus holte er 1990 mit dem bayerischen TSV Regen den Titel des Deutschen Mannschaftsmeisters.

## Weltrekorde
1. 150,5 kg im beidarmigen Reißen, Le, aufgestellt 1981 in Karl-Marx-Stadt
2. 152,5 kg im beidarmigen Reißen, Le, aufgestellt 1982 in Karl-Marx-Stadt
3. 182,5 kg im beidarmigen Stoßen, Le, aufgestellt 1979 in Debrecen
4. 187,5 kg im beidarmigen Stoßen, Le, aufgestellt 1980 in Moskau
5. 196,0 kg im beidarmigen Stoßen, Le, aufgestellt 1981 in Karl-Marx-Stadt
6. 197,5 kg im beidarmigen Stoßen, Le, aufgestellt 1984 in Schwedt
7. 198,0 kg im beidarmigen Stoßen, Le, aufgestellt 1984 in Schwedt